# Glacier Falls
Die Glacier Falls sind Wasserfälle im Grand-Teton-Nationalpark im Westen des US-Bundesstaates Wyoming. Die Glacier Falls haben eine Höhe von 15 m und fallen in der Schlucht Glacier Gulch östlich des Disappointment Peak in der Teton Range hinab. Der Bachlauf entwässert sich in den Cottonwood Creek und später in den Snake River. Der namenlose Bach entwässert sich von Teton Glacier und Teepe Glacier in den 800 m flussaufwärts gelegenen Delta Lake, und dann weiter durch die Schlucht über die Glacier Falls. Die Wasserfälle können über den unmarkierten Delta Lake Trail erreicht werden, der am Lupine Meadows Trailhead im Tal Jackson Hole startet.

## Belege
1. ↑  Geonames: Glacier Falls. Abgerufen am 17. April 2021.
2. ↑  Glacier Falls, Wyoming, United States - World Waterfall Database. Abgerufen am 17. April 2021 (englisch).
3. ↑  Naturalatlas: Glacier Falls. Abgerufen am 17. April 2021 (englisch).